# Dalla parte delle bambine
Dalla parte delle bambine è un saggio di pedagogia e sociologia di Elena Gianini Belotti, edito da Feltrinelli. 

## Contenuti
L'opera si pone come indagine sull'identità sessuale femminile in quanto determinata dall'educazione sociale. Il titolo, in particolare, va ad analizzare la differenza di carattere fra maschi e femmine come frutto di una differenziazione dei sessi operata fin dalla prima infanzia, persino prima della nascita effettiva dell'individuo.
I concetti di femminilità e di mascolinità che ci vengono presentati come caratteristiche innate e istintive degli individui, sarebbero in realtà "fabbricate" dall'ambiente culturale in cui si è immersi.